# Fast (песня Juice WRLD)
«Fast» (с англ. — «Быстро») — песня американского рэпера Juice WRLD из его второго студийного альбома Death Race for Love. Песня была спродюсирована Луи Белл, Эндрю Вотманом и Фрэнком Дюксом.

## Композиция
В «Fast» Juice WRLD размышляет о том, как его жизнь изменилась с тех пор, как он получил известность, и как быстро мир движется вокруг него.

## Видеоклип
На счёт идеи видеоклипа Juice Wrld сказал Александру Мурсу следующее:
Давай я буду ехать на тачке, а ты всё сделаешь по красотеJuice WRLD
Релиз видеоклипа на трек состоялся 9 апреля 2019 на официальном YouTube-канале Juice WRLD.
Режиссёром видео стал Александр Мурс, работавший ранее с Крисом Брауном, Tyga, Big Sean, Майли Сайрус и другими популярными исполнителями.

## Чарты
| Чарт                                  | Высшая позиция |
| ------------------------------------- | -------------- |
| США (Billboard Hot 100)               | 47             |
| США (Billboard Hot R&B/Hip-Hop Songs) | 22             |
| Канада (Billboard Canadian Hot 100)   | 39             |
| Австралия (ARIA)                      | 62             |
| Новая Зеландия (Recorded Music NZ)    | 4              |
| Швеция (Sverigetopplistan)            | 71             |
| Великобритания (OCC UK Singles)       | 41             |
| США (Billboard Rap Streaming Songs)   | 21             |
| Мир (Billboard Lyricfind Global)      | 10             |